# El Punt
El Punt (Dansk: "Pointen") var en catalansk dagsavis med base i Girona, Catalonien (Spanien). Avisen blev omdøbt i 1990 fra den originale Punt Diari ('Den daglige pointe'). Det blev offentliggjort mellem 24. februar 1979 og 31. juli 2011.

## Historie og profil
Avisen blev grundlagt den 24. februar 1979. I begyndelsen blev papiret kun cirkuleret i Girona, men fra den 11. september 2004 blev det tilgængeligt i provinsen Barcelona. I 2008 havde det syv udgaver: Barcelona, Girona, Barcelonès nord, Maresme, Camp de Tarragona - Terres de l'Ebre, Penedès og Vallès Occidental .
Den 31. juli 2011 fusionerede avisen med avisen Avui og skabte den nye avis El Punt Avui . El Punt holdt imidlertid en egen udgave til Girona-området, hvor den originale El Punt- avis blev født.
Den catalanske regering subsidierede med vigtige beløb de catalanske aviser med mindst en catalansk sprogudgave . I 2008 var El Punt den mest subsidierede af dem alle med hensyn til cirkulation/bevilgede midler. Det modtog næsten 2 millioner euro, hvilket svarer til 72 euro om året pr. solgt avis om dagen,  eller næsten 20 euro cent per avis faktisk solgt.

## eksterne links
- El Punt Avui Arkiveret 23. juli 2011 hos  Wayback Machine (på catalansk) — officielt websted